# Stazione di Boscoreale (Circumvesuviana)
La stazione di Boscoreale è una stazione della ferrovia Circumvesuviana, sita nell'omonimo comune.
Si trova sulla ferrovia Napoli-Pompei-Poggiomarino.

## Storia
Inaugurata nel dicembre 2009, l'attuale stazione sotterranea sostituì la preesistente al termine dei lavori di interramento della tratta che consentirono la soppressione di sei passaggi a livello.

## Strutture e impianti
La stazione ha un fabbricato viaggiatori che ospita una biglietteria, una sala d'attesa e servizi igienici.
I binari sono due, passanti, ma i lavori alla seconda galleria sono ancora incompleti, motivo per il quale i treni transitano solo sul primo binario.
Non è presente scalo merci.

## Movimento
Nella stazione fermano tutti gli accelerati diretti a Napoli e Poggiomarino.

## Servizi
La stazione dispone di:
- Biglietteria
- Accessibilità per portatori di handicap
- Scale mobili
- Servizi igienici